# Callum Paterson
Pour les articles homonymes, voir Paterson.
Callum Paterson, né le 13 octobre 1994 à Londres, est un footballeur international écossais qui évolue au poste de milieu de terrain avec le MK Dons.

## Carrière en club

### Heart of Midlothian
Paterson commence sa carrière comme jeune joueur au Tynecastle avant de rejoindre Heart of Midlothian en 2010,. Membre de l'équipe des moins de 20 ans du club, il est promu en équipe première lors de la pré-saison 2012 et fait ses débuts le 14 juillet lors d'un match amical contre Raith Rovers, où il marque le premier but. Après avoir impressionné durant cette pré-saison, il fait ses débuts en Scottish Premier League (SPL) à 17 ans le 4 août, lors d'une victoire 2–0 contre St Johnstone. Il dispute son premier match européen le 23 août lors d'une défaite 1–0 contre Liverpool à Tynecastle.
Le 31 août 2012, Paterson signe un nouveau contrat le liant au club jusqu'en 2015. Le 22 septembre 2012, il marque ses deux premiers buts en carrière lors d'une victoire 3–0 contre Dundee Utd en SPL. Le 22 janvier 2013, Paterson subit une lésion ligamentaire au pied à l'entraînement, le privant de la demi-finale de la Scottish League Cup contre Inverness. La blessure nécessite une opération et met fin à sa saison. Lors de sa première saison, Paterson dispute 27 matchs et marque 4 buts, évoluant comme arrière droit, milieu de terrain et attaquant,, cette dernière position étant celle qu'il occupait avant de rejoindre Hearts.
Le 11 août 2013, Paterson marque son premier but de la saison 2013-2014 d'une tête victorieuse lors du derby d'Édimbourg contre Hibernian à Tynecastle. Le 27 avril 2014, il marque un doublé contre Hibernian (victoire 2–1). Une semaine plus tard, il marque à nouveau lors d'une victoire 5–0 contre Kilmarnock, puis trois jours plus tard contre Partick Thistle. Relégué en fin de saison, Hearts remonte immédiatement en remportant le Championnat écossais 2014-2015. Lors du retour en première division, le club termine 3e du Championnat d'Écosse de football 2015-2016 et se qualifie pour une compétition européenne.
À l'été 2016, Paterson attire l'intérêt de plusieurs clubs de EFL Championship, Hearts rejetant deux offres de Wigan Athletic. Malgré cela, il reste au club, marquant 9 buts en 20 matchs avant de subir une grave blessure au genou le 27 décembre, l'éloignant des terrains pour six à neuf mois. Malgré cette absence, il remporte le prix du Jeune Joueur de l'Année du club.

### Cardiff City
Le 7 juin 2017, Paterson signe un contrat de trois ans avec Cardiff City, club de EFL Championship. Sa blessure au genou contractée à Hearts le tient éloigné des terrains durant les deux premiers mois de la saison. Il fait son retour le 18 septembre avec l'équipe U23 lors d'une victoire 4–0 contre Burnley. Le 21 octobre, il retrouve l'équipe première, faisant ses débuts lors d'une victoire 1–0 contre Middlesbrough, puis marque son premier but pour le club un mois plus tard contre Barnsley,. L'entraîneur Neil Warnock le repositionne au milieu de terrain en janvier, expliquant plus tard que ce choix était dû à ses lacunes défensives,. À ce nouveau poste, il inscrit un doublé contre Sunderland le 13 janvier et marque trois fois en mars. Il termine la saison avec 10 buts (meilleur buteur du club en championnat), contribuant à la promotion en Premier League, et est élu Jeune Joueur de la Saison par les supporters.
Paterson dispute son premier match en Premier League contre Bournemouth lors de la première journée. Face aux difficultés offensives du club, il est repositionné en attaque centrale et marque son premier but dans l'élite lors d'une victoire 4–2 contre Fulham.

### Sheffield Wednesday
Le 30 septembre 2020, il rejoint Sheffield Wednesday (EFL Championship) pour un montant non divulgué. Il fait ses débuts le week-end suivant contre QPR et marque son premier but contre Brentford le 21 octobre 2020. Il est élu Joueur du Mois en janvier 2021 après des buts contre Derby County, Exeter City et Middlesbrough.
Lors de la première journée de la saison 2021-2022 contre Charlton Athletic, il subit une grave blessure à la tête après un choc en sauvant un but certain.
Après la remontée en EFL Championship, il se voit proposer un nouveau contrat, qu'il signe le 8 juin 2023. Le 9 février 2024, l'entraîneur Danny Röhl annonce son absence prolongée à la suite d'une opération du genou. Le 17 mai 2024, le club active son option pour le garder une saison supplémentaire.
Il remporte à nouveau le titre de Joueur du Mois en février 2025 après des buts contre West Bromwich Albion et Sunderland.

## Carrière internationale
Paterson est sélectionné en moins de 18 ans et moins de 19 ans en 2012, avant de s'imposer comme un élément régulier des espoirs écossais (moins de 21 ans).
Le 10 novembre 2014, le sélectionneur Gordon Strachan l'appelle pour la première fois en équipe nationale A pour remplacer Phil Bardsley, blessé, avant un match des éliminatoires de l'Euro contre l'Irlande et un match amical contre l'Angleterre. Il honore sa première sélection le 29 mai 2016 lors d'une défaite 1–0 en amical contre l'Italie. Entre 2016 et 2020, Paterson cumule 17 capes écossaises, sa dernière apparition ayant lieu lors des barrages de qualification pour l'Euro 2020 contre la Serbie.

## Palmarès

### En club
- Heart of Midlothian
  - Champion d'Écosse de deuxième division en 2015.

- Cardiff City
  - Vice-champion d'Angleterre de deuxième division en 2018.